# Eupithecia brevifasciaria
Eupithecia brevifasciaria là một loài bướm đêm trong họ Geometridae.